# Dalempoort
De Dalempoort in de stad Gorinchem, in de Nederlandse provincie Zuid-Holland, is de enig overgebleven stadspoort van de oorspronkelijke vier die de vestingstad telde na de verbetering van de omwalling die in 1609 was afgerond. De andere drie waren de Kanselpoort, de Arkelpoort en de Waterpoort; deze zijn afgebroken om ruimte te maken voor het groeiende verkeer. De Dalempoort fungeert vandaag de dag nog steeds als beschermingsmechanisme bij hoogwater door middel van een coupure, die kan worden gesloten als onderdeel van de Nieuwe Hollandse Waterlinie.

## Omschrijving
De Dalempoort ligt in de Zuid-Oosthoek van de stad Gorinchem aan de Dalemwal nummer 25, op het kruispunt van de Lombardstraat, Dalemstraat en Dalemwal.
Het is een poortgebouw dat dateert van 1597 en heeft een torentje met een uurwerk. Het bouwwerk is rechthoekig en gedekt door een piramidevorming tentdak met koepeltorentje (ca.1600). De poortdoorgang is overwelfd door een tongewelf en een ribloos kruisgewelf. Aan de stads- en rivierzijde is de poort in 1770 vergroot. Het maakt onderdeel uit van de delen van de vestingwerken van de stad, die nog overeind staan aan weerszijden van de poort.
De gevel aan de stadszijde heeft een versiering van natuurstenen banden en hoekbanden, alsmede muurankers. Aan de rivierzijde is de gevel eenvoudiger. Onder de daklijst zitten consoles en op de hoeken aan de rivierzijde gesneden satireconsoles.

## Huidige status
Tegenwoordig doet het poortgebouw geen functie meer als vestigingswerk voor verdediging van de stad en is het een rijksmonument. Het is opgenomen in het Rijksmonumentenregister sinds 1966. Er loopt er onder de poort slechts een voetpad in de richting van de rivier de Merwede, welke onderdeel is van het Arkelpad. Wie het pad volgt, krijgt een goed zicht op de vlak bij de Dalempoort op de stadswallen gebouwde korenmolen De Hoop.
De Dalempoort is onderdeel van de vestigingswallen in de rivierdijk, de Merwededijk, en Nieuwe Hollandse Waterlinie, die de stad vandaag de dag nog beschermt bij hoogwater. De poort kan nog steeds gedicht worden door middel van een coupure, dit wordt gedaan mocht rivier de Merwede bij extreem hoogwater buiten haar oevers treden. Andere coupures in de Gorinchemse vesting zijn de sluis naar de Lingehaven, de locatie van de oude Waterpoort en de Poterne, een smalle doorgang in de Dalemwal. De coupure wordt uit voorzorg gesloten bij een waterstand op de Merwede van 4,30m +NAP bij Vuren. Daarnaast wordt eens in de zo veel tijd de coupure als oefening en controle gesloten, waardoor het voetpad langs de Merwede afgesloten is.

## Afbeeldingen

Galerij Dalempoort
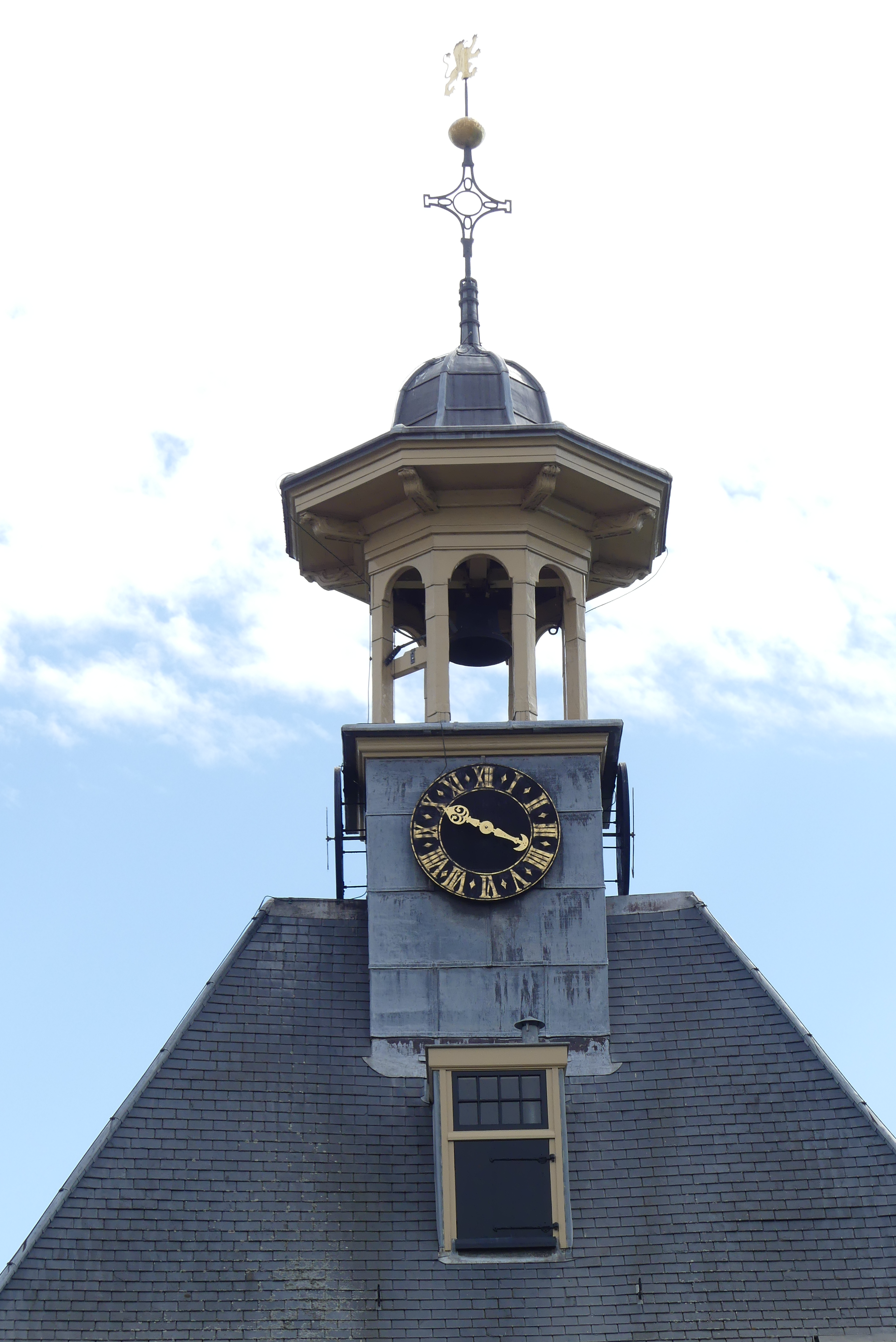
Klokkentoren
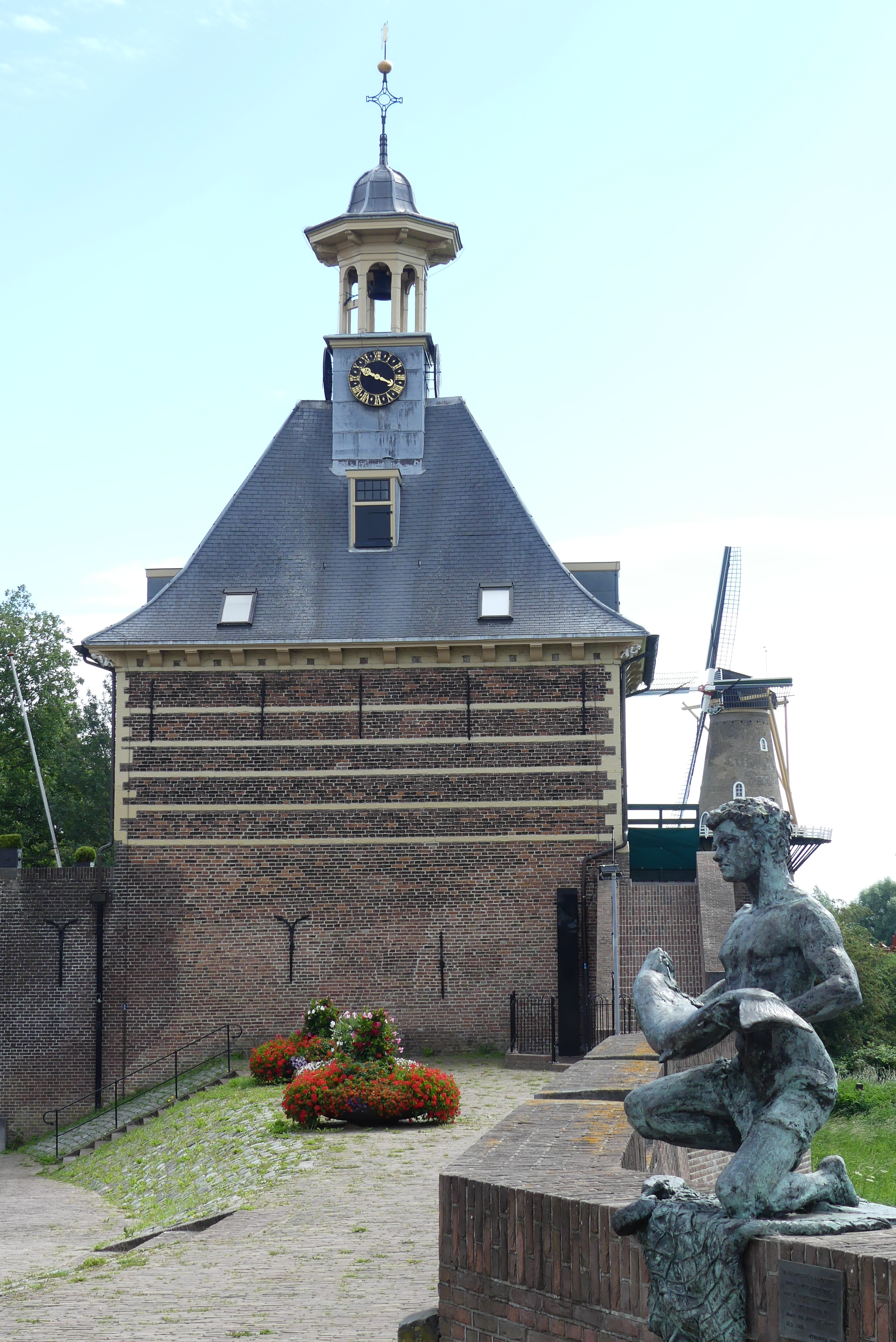
Dalempoort en stadswal
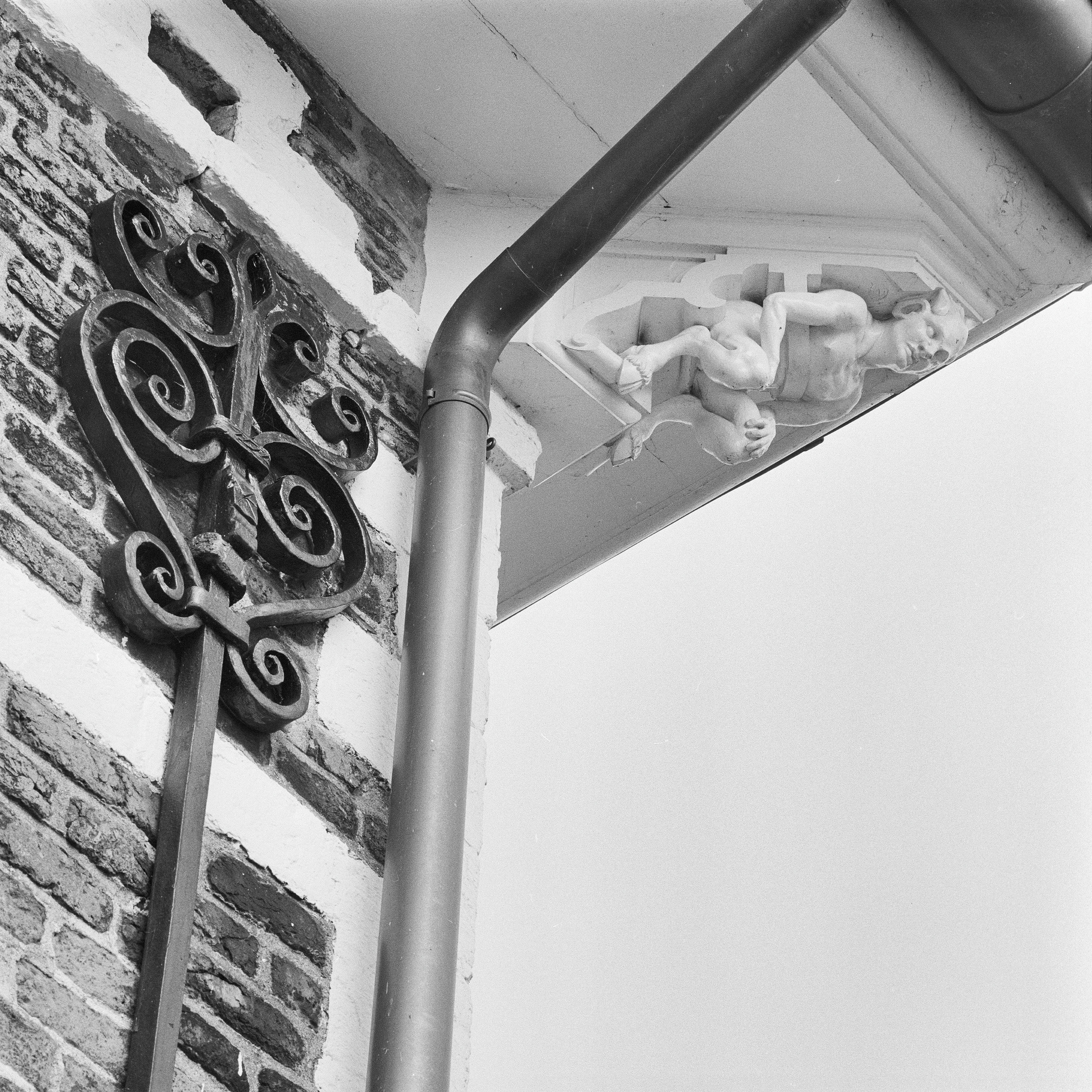
Hoekconsole
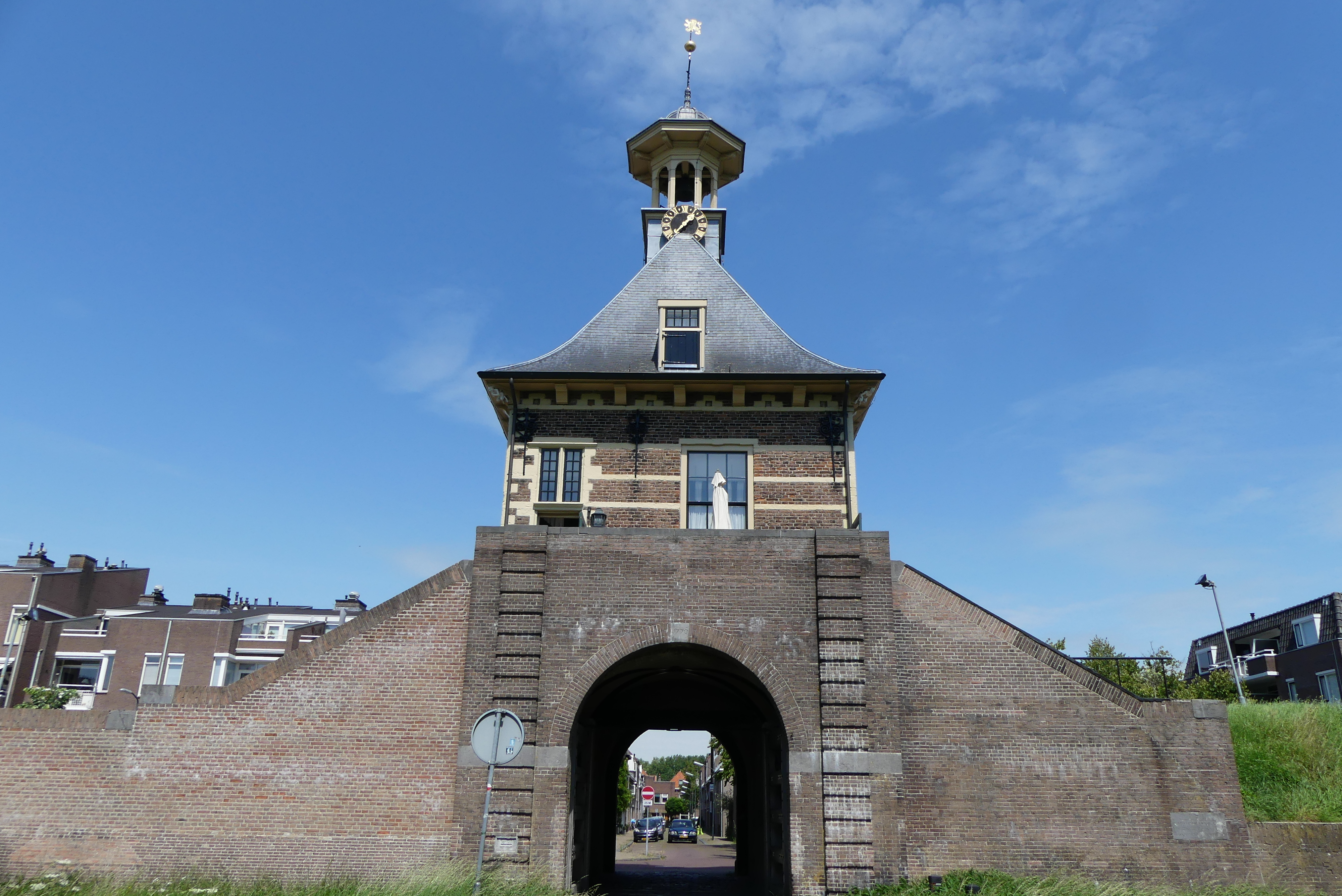
Dalempoort rivierzijde
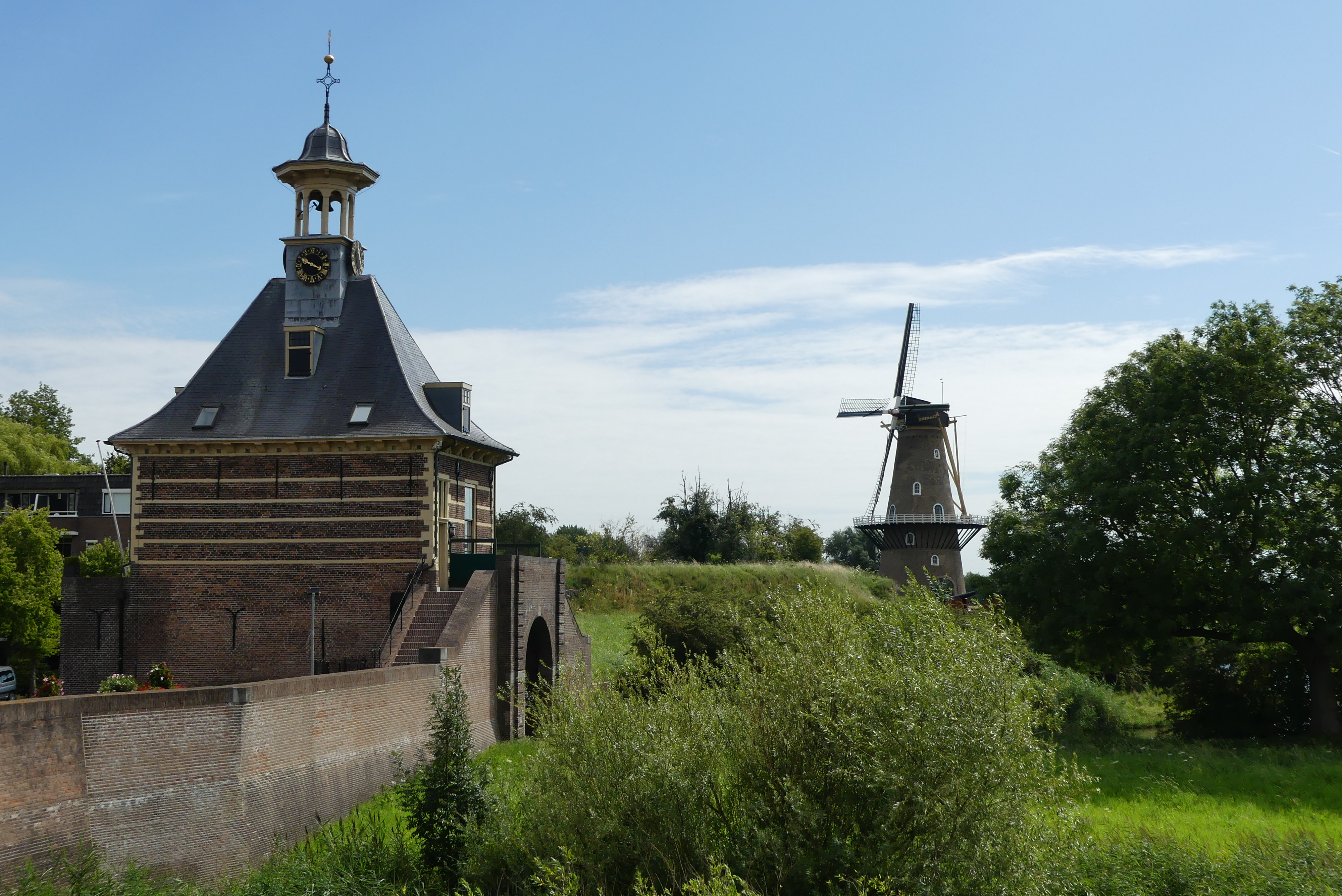
Dalempoort met molen De Hoop
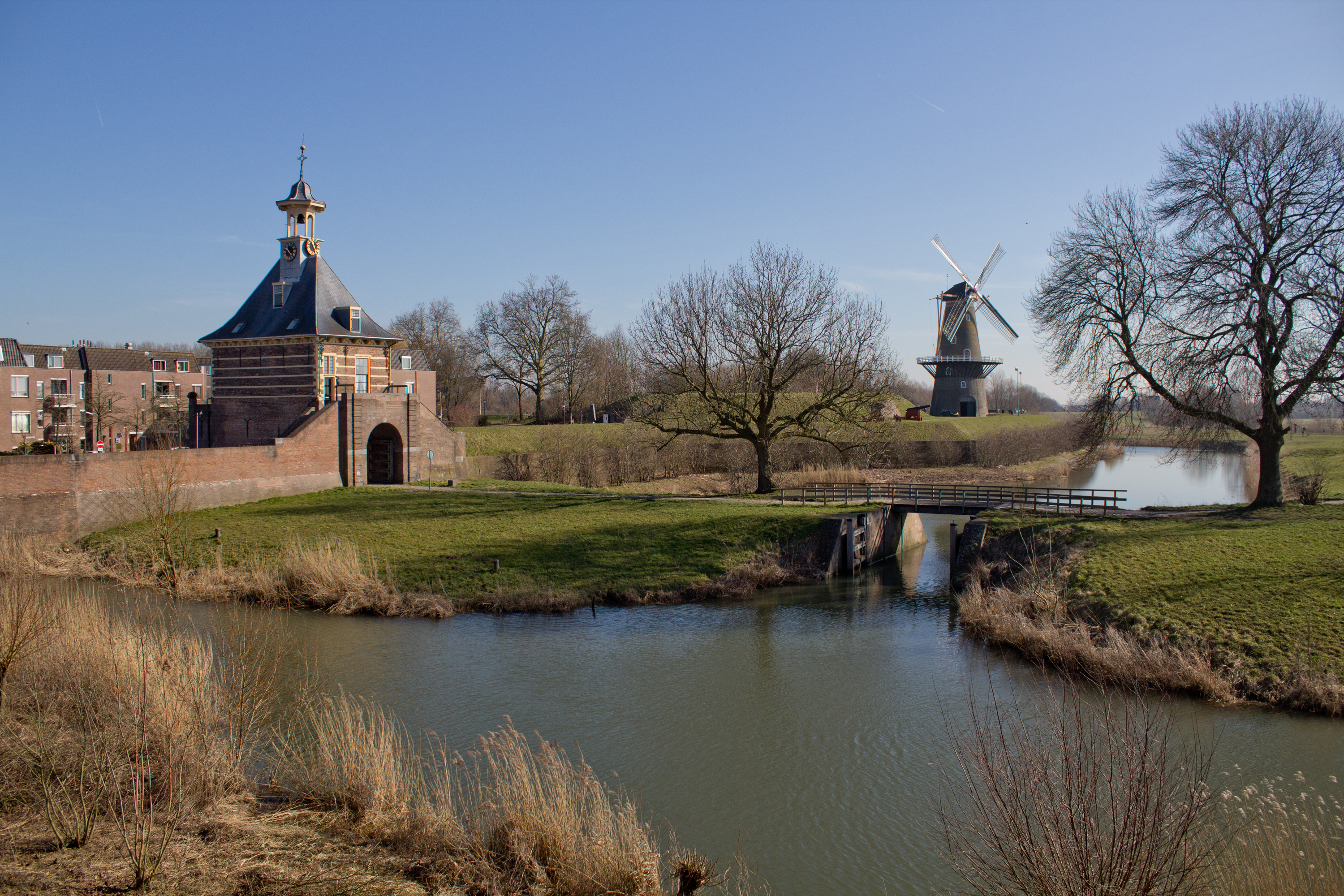
Dalempoort en natuurgebied met voetpad langs de Merwede
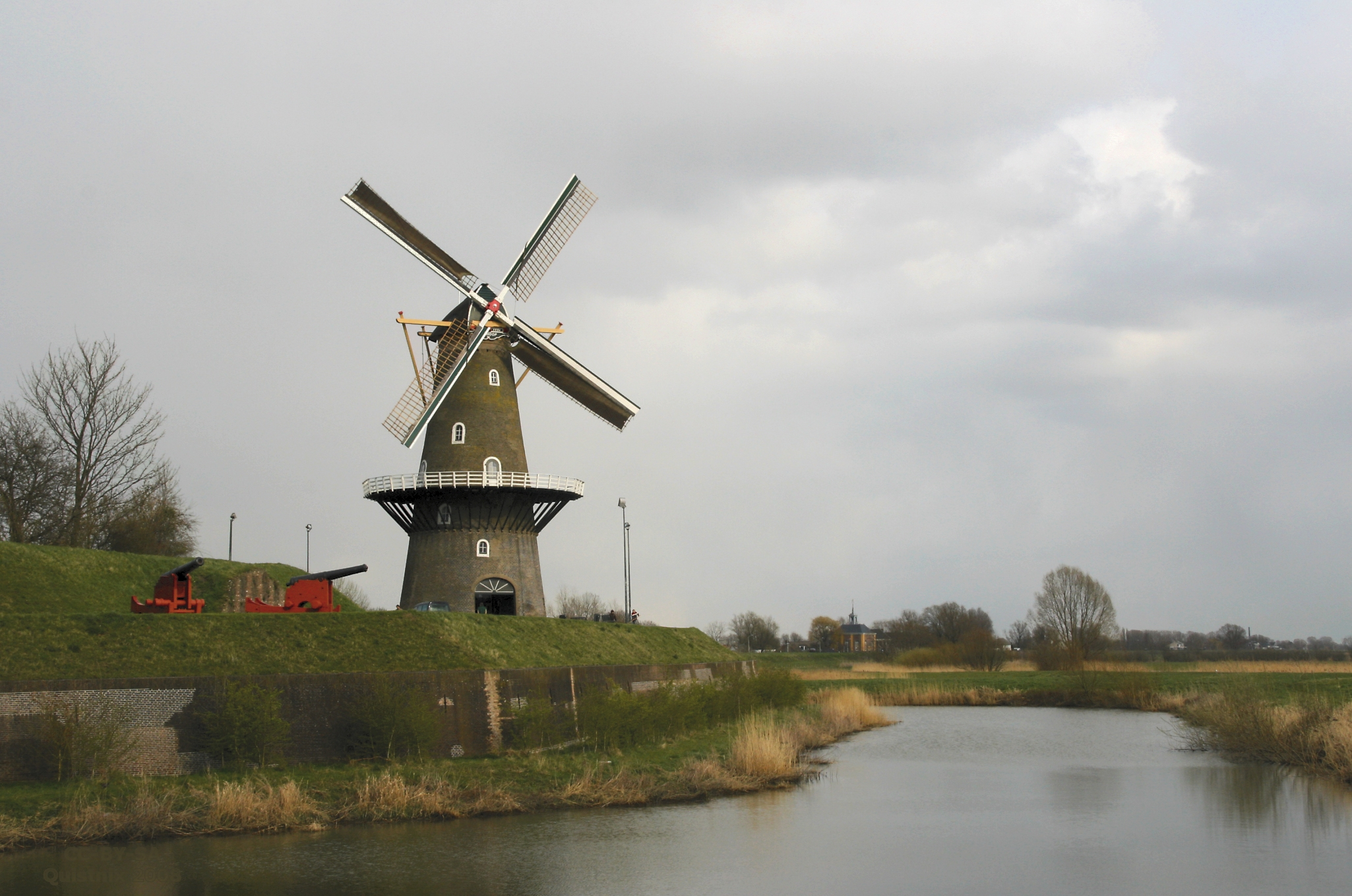
Molen De Hoop
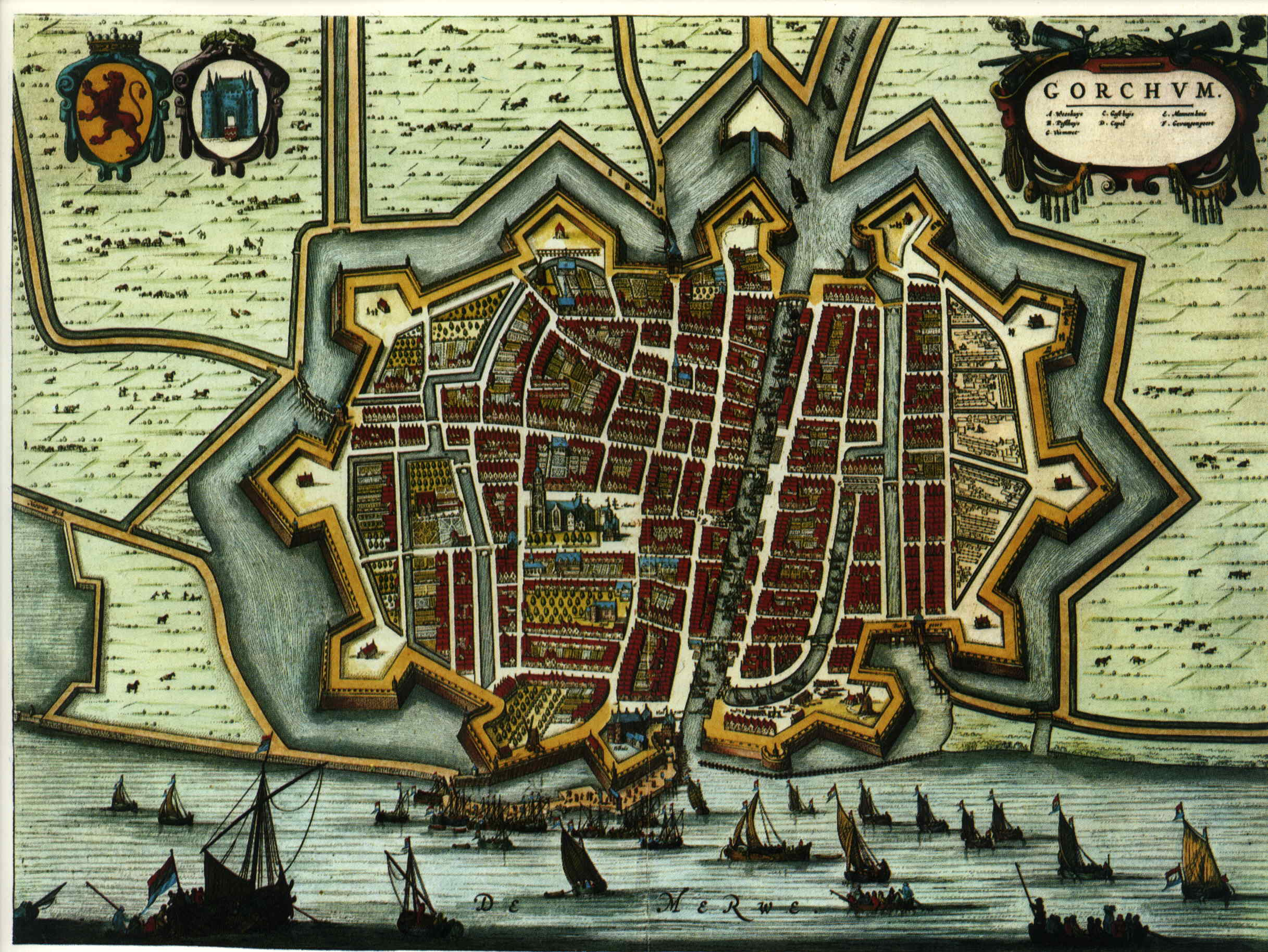
Kaart van de Vestingstad Gorinchem van Blaeu uit 1652 met daarin de vier stadspoorten zichtbaar door de paden die uit de stad lopen
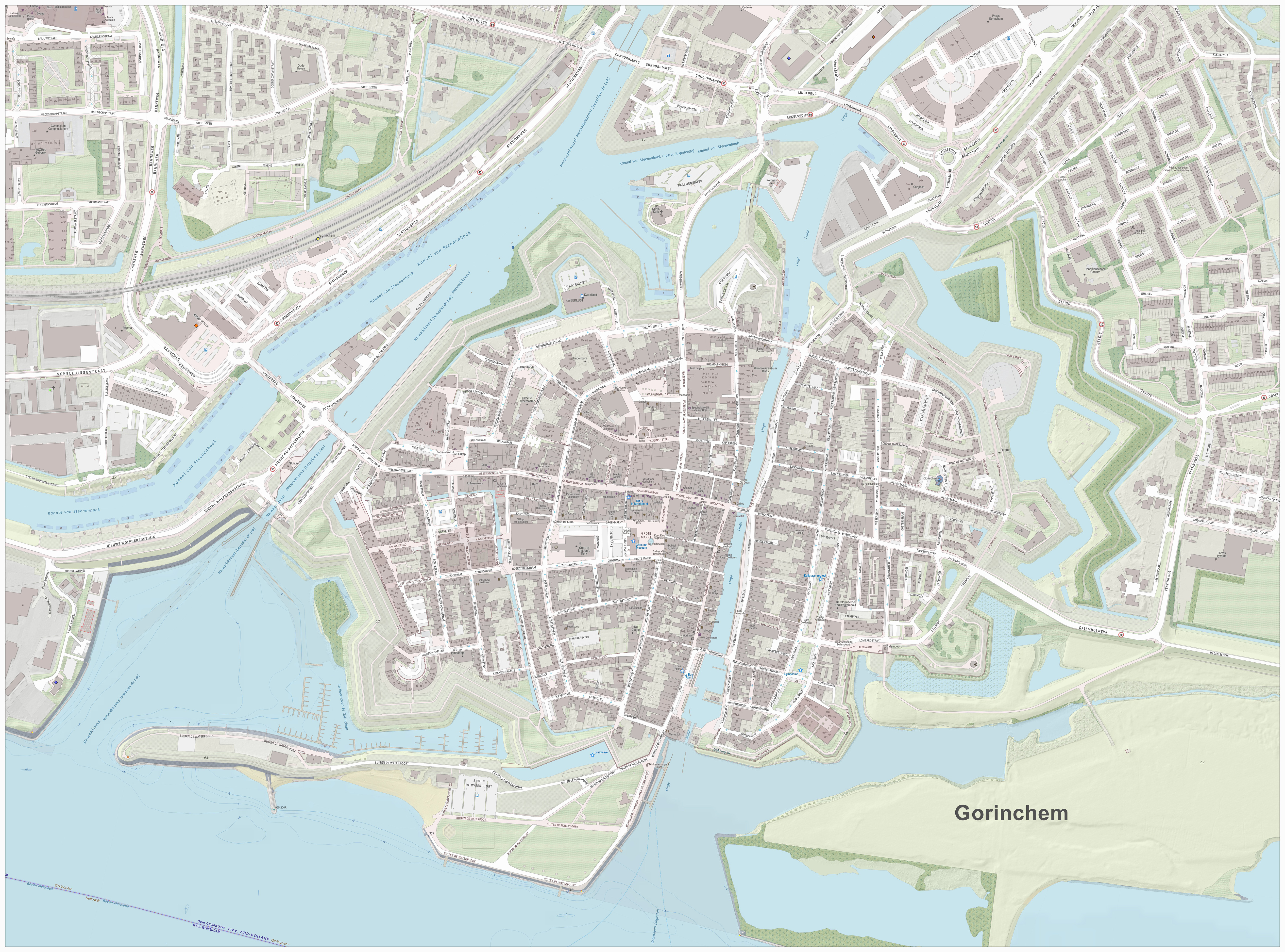
Kaart van Gorinchem tegenwoordig met nog steeds de Dalempoort in de stadswalle